# MathWorks
MathWorks, Inc, sub marca MathWorks , este o companie privată multi-națională, această societate este specializată în software de calcul matematic. Produsele sale majore includ MATLAB și Simulink. În plus față de aplicarea lor în industrie, guvern și știință instrumentele companiei sunt utilizate pentru predare și cercetare la universități din întreaga lume. Din luna mai 2011, aceasta a angajat 2200 de oameni la nivel mondial cu 70% situat la sediul societății în Natick, Massachusetts.
Cel mai important produs al companiei este limbajul și programul MATLAB. MATLAB este un limbaj relativ simplu de învățat, cu el se pot calcula: ecuații, probleme de matematică, simulări, etc.